# Carteriospongia perforata
Carteriospongia perforata är en svampdjursart som beskrevs av Hyatt 1877. Carteriospongia perforata ingår i släktet Carteriospongia och familjen Thorectidae.
Artens utbredningsområde är havet kring Australien. Inga underarter finns listade i Catalogue of Life.